# أليكس ميندز
أليكس ميندز (بالإنجليزية: Alex Méndez) (مواليد 6 سبتمبر 2000) هو لاعب كرة قدم أمريكي يلعب في مركز الوسط في نادي شباب أياكس.

## روابط خارجية
- أليكس ميندز على موقع الاتحاد الأوربي (الإنجليزية)
- أليكس ميندز على موقع إي إس بي إن إف سي (الإنجليزية)
- أليكس ميندز على موقع قاعدة بيانات كرة القدم.إي يو (الإنجليزية)
- أليكس ميندز على موقع Soccerway.com (الإنجليزية)
- أليكس ميندز على موقع عالم كرة القدم.نت (الإنجليزية)